# Chrzanowo (gmina Szelków)
Chrzanowo – wieś sołecka w Polsce położona w województwie mazowieckim, w powiecie makowskim, w gminie Szelków.
| SIMC    | Nazwa | Rodzaj    |
| ------- | ----- | --------- |
| 0521093 | Marki | część wsi |

W latach 1975–1998 miejscowość należała administracyjnie do województwa ostrołęckiego.